# Фахроніса Зейд
Фахроніса Зейд (араб. الأميرة فخر النساء زيد) або Фахр ель-Нісса (1901, Стамбул — 5 вересня 1991, Амман) — турецька художниця, у роботах якої абстракціонізм та інші західні впливи поєднувалися з елементами ісламського і візантійського мистецтва. Використовувала такі різні техніки, як олійний живопис, акварель і гуаш, виготовляла літографії, гравюри, колажі і вітражі.
Дружина представника хашимітської королівської династії Іраку, матір принца Раада, поточного претендента на іракський престол. Найвисокооплачуваніша художниця Близького Сходу.

## Життєпис
Фахроніса Зейд народилася на острові Бююкада, найбільшому з Принцевих островів, що входять до складу Стамбула, в іменитій османській родині. Її батько, Мехмет Шакір-паша, був дипломатом, бригадиром, фотографом і істориком, і доводився братом видатного воєначальника Джеваду-паші. Її мати, Сарі Ісмет-ханим, була уродженкою Криту, і в її родині було багато видатних каліграфів. Брат Фахроніси, Джеват Шакір Кабаагачли, став відомим у Туреччині письменником під псевдонімом «Рибалка із Галікарнасу», а сестра, Аліє Бергер — художницею і граверкою. Фахроніса доводилася тіткою художниці-керамістці Фюрейе Кораля і художнику Джему Кабаачу.
Мати Фахроніси надавала великого значення освіті дітей. Вони вивчали англійську, французьку, арабську і перську мови, брали уроки малювання та гри на фортепіано, а також читали Коран. Фахроніса вперше почала малювати у чотирирічному віці, а вже в 12 років писала портрети матері та інших членів сім'ї маслом на шовкових тканинах.
Фахроніса Зейд була однією з перших жінок, які закінчили стамбульську Академію витончених мистецтв, де вона навчалася у відомого турецького художника Намика Ісмаїла. В середині 1920-х Зайд відвідала Італію, Іспанію та Францію, де навчалася в Академії Рансона в класі Роже Бисьєра. У 1930-х роках вона багато подорожувала Європою, довго проживаючи у великих європейських столицях — Берліні, Лондоні, Парижі.
У 1920 році Фахроніса Зайд одружилася з письменником Іззетом Меліх Девримом, відомим співпрацею з авангардним літературним журналом «Скарб знання» (тур. Servet-i Fünun). У цьому шлюбі народила дві дитини — Тішать Деврим, став художником, і Ширін Деврим, стала театральною акторкою. 1934 року Фахроніса стала дружиною принца Зейда бін Хуссейна, іракського посла в Анкарі і брата короля Фейсала I. 1936 року народила сина, принца Раада.
У 1942 році Фахроніса Зейд приєдналася до «Групи Д» — об'єднання митців, які прагнули поєднувати елементи національного турецького мистецтва з сучасними західними впливами, і стала брати участь у їхніх виставках. Перша персональна виставка Фахроніси Зейд відбулася в 1944 році в стамбульському районі Мачка (зараз входить до складу району Бешикташ), за нею відбулися виставки в Лондоні і Парижі. Творчість Зейд здобула широку міжнародну популярність після виставки, що пройшла в 1950 році в нью-йоркській галереї «Г'юго». Все відбулося майже 50 виставок Зейд в США, Європі і на Близькому Сході.
У 1970 році помер чоловік, а в 1975 вона переїхала до Амману, де жив її син Раад. Там викладала в Королівському художньому інституті і заснувала Академію образотворчих мистецтв імені Фахроніси Зейд.
Художниця померла 5 вересня 1991 року і була похована в Королівському мавзолеї, що знаходиться у палаці Рагдан в Аммані.

## Творчість
У ранній творчості Фахроніси Зейд, особливо в портретах і сценах інтер'єру, помітно вплив французького мистецтва. Під час навчання у Франції художниця вивчала і пробувала імпресіоністські техніки. З 1940-х її роботи стають все абстрактнішими, в них з'являється вплив фовізму, експресіонізму та Паризької школи. У 1970-х, після смерті чоловіка, вона відходить від абстракціонізму, вперше з дитинства роблячи серію портретів членів сім'ї та близьких друзів. На питання про причини повернення до портретного живопису Зейд відповідала:
 «На мій погляд, вона також є абстрактною. Між ними немає різниці. Я не малюю обличчя людини, я намагаюся відобразити її внутрішній світ, а внутрішній світ абстрактний».
Оригінальний текст (англ.)
[In my opinion, this also is abstract There is no difference. I am not taking picture of a face; I am trying to reflect its inner world. And a person's inner world is abstract.] Помилка: [undefined] Помилка: {{Lang}}: немає тексту (допомога): не вказано код мови (допомога)

Портрети цього періоду, на думку критики, не мають ніякої основи в рамках західного мистецтва, а успадковують швидше традиції візантійських ікон і фаюмських портретів. У середині 1980-х, незадовго до смерті, Зейд захопилася виготовленням вітражів.
Критики відзначали пишність і блиск її картин, багатство та розкіш кольорів, особливо проявилися в мозаїках 1950-х. Турецький арт-критик Зейнеп Яса Яман виділяє серед тематичних компонентів творчості Зейд такі, як природа, географія, історія, ностальгія та ідентичність, а серед стилістичних елементів звертає увагу на її пристрасть до кольору, любов до деталей, увага до поверхонь, текстур і розміщення об'єктів на площині.
Більшість критиків пов'язує творчість Зейд з ісламською культурою. Так, Андре Моруа вважав, що її мистецтво походить з ісламської естетики та османської культури. З іншого боку, такі критики як Бюлент Еджевіт і Джеміль Ерен стверджують, що її картини несуть відбиток римської, візантійської і християнської культури. У свою чергу Шарль Етьєн, Дені Шевальє, Кіт Саттон и Талат Саїт Халман, вважають, що, оскільки в творчості Зейд поєднувалися елементи ісламської і європейської культури, її мистецтво неможливо однозначно класифікувати. Сама Зейд неодноразово відзначала в інтерв'ю, що ніколи не вважала свою творчість продуктом суто турецької традиції. На думку Зейнепа Яси Ямана, ці слова мисткині виражають її бажання бути вільною від кордонів «національного мистецтва» і відкритою для всіх впливів.
Існують і негативні відгуки про творчість Зейд. Так, журналіст і мистецтвознавець Нік Форрест заявляв, що її значення і вплив сильно перебільшені, а роботи користуються популярністю суто через королівський статус їх авторки.

## Положення на арт-ринку
В жовтні 2013 року картина Зейд «Розпад атома і рослинне життя» була продана на аукціоні christie's у Дубаї за 2,741 мільйона доларів США, що встановило рекорд ціни на твір близькосхідного художника. Таким чином, Фахроніса Зейд стала найвисокооплачуванішою художницею Близького Сходу. Цікаво, що попередній рекорд також належав Зейд: у 2010 році картина була продана за 1 мільйон доларів США.
Середня вартість картини Зейд оцінюється в 100-500 тисяч доларів США.